# 100 år Nationalmuseum
100 år Nationalmuseum, Mästerverksutställningen, var en vandringsutställning som anordnades 1966 i ett samarbete mellan Nationalmuseum och Riksutställningar, dåvarande Statens Försöksverksamhet med Riksutställningar, med anledning av Nationalmuseums 100-årsjubileum.

## Bakgrund
Vandringsutställningen 100 år Nationalmuseum var en jubileumsgiv med anledning av att hundra år hade förflutit sedan statens konstsamlingar flyttade in i den nya byggnaden vid på Blasieholmen i Stockholm. Utställningen kallades även "Mästerverksutställningen" då en del av urvalet, det äldre måleriet, gjordes efter en omröstning året innan bland museets besökare som hade en annan adress än Stockholm.Utställningen var försäkrad till 13 miljoner kronor. Högst värderad var Rembrandts Simeon med Jesusbarnet som försäkrades för 5 miljoner kronor. Gauguins Landskap från Bretagne taxerades till 1,5 miljoner kronor.

## Turné
Utställningen hade riksvernissage på Örebro läns museum den 1 april 1966 och turnerade till 22 orter runt om i Sverige med avslutning i Eskilstuna den 7 november 1966. Utställningen visade sammanlagt 43 verk, främst ur Nationalmuseums samlingar och deras dåvarande avdelningar, Gustav III:s antikmuseum, drabantmuseerna på Skeppsholmen, slottssamlingarna på Gripsholm, Drottningholm och Rosersberg. En mindre del av verken kom från Moderna museet och Östasiatiska museet.
Det gjordes ett medvetet val för att få geografisk rättvisa och att besöka populära semesterorter där det fanns mycket folk i rörelse. Utställningen visades under en förhållandevis kort period men väckte uppmärksamhet och blev väl omnämnd i pressen på de orter där utställningen visades.

## Verksförteckning
| Nr | Konstnär                            | År                            | Verk                                                 | Museum                        | Bilder |
| -- | ----------------------------------- | ----------------------------- | ---------------------------------------------------- | ----------------------------- | ------ |
| 1  | Johan Tobias Sergel                 | 1740–1814                     | Porträtt av Gustav III                               | Nationalmuseum                |        |
| 2  | Jean Pucelle                        | 1300-talets förra hälft       | Blad ur Yolande de Flandres bönbok                   | Nationalmuseum                |        |
| 3  | Okänd                               | 1490-talet                    | Tapet, föreställande Konungarnas tillbedjan          | Nationalmuseum                |        |
| 4  | Albrecht Dürer                      | 1471–1528                     | Den förlorade sonen                                  | Nationalmuseum                |        |
| 5  | Jean Duvet                          | 1485–1562                     | De fyra ryttarna                                     | Nationalmuseum                |        |
| 6  | Jacopo Tintoretto                   | 1518–1594                     | Maria bebådelse                                      | Nationalmuseum                |        |
| 7  | Okänd                               | 1400-talets slut              | Kruka av italiensk fajans                            | Nationalmuseum                |        |
| 8  | Pieter Aertsen                      | 1508/09–1575                  | Kökspiga                                             | Nationalmuseum                |        |
| 9  | Hans Rappolt                        | Verksam 1579–1618             | Pokal av silver                                      | Nationalmuseum                |        |
| 10 | Okänd konstnär av Stroganoff-skolan | 1500-talets slut              | Jesu födelse samt sju episoder ur bibeln             | Nationalmuseum                |        |
| 11 | Rembrandt Harmensz van Rijn         | 1606–1669                     | Simeon med Jesusbarnet                               | Nationalmuseum                |        |
| 12 | Rembrandt Harmensz van Rijn         | 1606–1669                     | Landskap                                             | Nationalmuseum                |        |
| 13 | Antoine Watteau                     | 1684–1721                     | Den italienska serenaden                             | Nationalmuseum                |        |
| 14 | François Boucher                    | 1703–1770                     | Ung dam i fäktarställning                            | Nationalmuseum                |        |
| 15 | Pehr Zethelius                      | 1740–1810                     | Kaffekanna i silver                                  | Nationalmuseum                |        |
| 16 | Johann Joachim Kändler              | 1706 (?)–1775                 | Porslinsfigurer, föreställande de fyra världsdelarna | Nationalmuseum                |        |
| 17 | Alexander Roslin                    | 1718–1793                     | Damen med slöjan                                     | Nationalmuseum                |        |
| 18 | David Roentgen                      | 1743–1807                     | Bord med notställ                                    | Nationalmuseum                |        |
| 19 | Carl August Ehrensvärd              | 1745–1800                     | Tekök av silver                                      | Nationalmuseum                |        |
| 20 | Johan Tobias Sergel                 | 1740–1814                     | Sergel går med kryckor                               | Nationalmuseum                |        |
| 21 | Théodore Géricault                  | 1791–1824                     | De avhuggna huvudena                                 | Nationalmuseum                |        |
| 22 | Carl Fredrik Hill                   | 1849–1911                     | Flodlandskap                                         | Nationalmuseum                |        |
| 23 | Ernst Josephson                     | 1851–1906                     | Vid forsen                                           | Nationalmuseum                |        |
| 24 | Paul Gauguin                        | 1848–1903                     | Landskap från Bretagne                               | Nationalmuseum                |        |
| 25 | Paul Gauguin                        | 1848–1903                     | Motiv från Tahiti                                    | Nationalmuseum                |        |
| 26 | Auguste Rodin                       | 1840–1917                     | Bronsåldern                                          | Nationalmuseum                |        |
| 27 | Carl Wilhelmson                     | 1866–1928                     | Kyrkfolk i båt                                       | Nationalmuseum                |        |
| 28 | Axel Pettersson, Döderhultarn       | 1868–1925                     | Begravningen                                         | Nationalmuseum                |        |
| 29 | Hannah Ryggen                       | 1894–1970                     | Karsten i vävhimmelen                                | Nationalmuseum                |        |
| 30 | Karl Isakson                        | 1878–1922                     | Modell mot blått skynke                              | Moderna museet                |        |
| 31 | Nils von Dardel                     | 1888–1943                     | Visit hos excentrisk dam                             | Moderna museet                |        |
| 32 | Henri Matisse                       | 1869–1954                     | Odalisker                                            | Moderna museet                |        |
| 33 | Pablo Picasso                       | 1881–1973                     | Kvinna med blå krage                                 | Moderna museet                |        |
| 34 | Alberto Giacometti                  | 1901–1966                     | Hög figur                                            | Moderna museet                |        |
| 35 | Okänd                               | 1500-talets förra hälft       | Christian II av Danmark                              | Nationalmusei slottssamlingar |        |
| 36 | Ben Shahn                           | 1890–1969                     | Dag Hammarskjöld                                     | Nationalmusei slottssamlingar |        |
| 37 | Pehr Hilleström                     | 1732–1816                     | Interiör från Kongl. Museum                          | Nationalmusei slottssamlingar |        |
| 38 | Okänd                               | 200-talet f. K.               | Torso av krigare                                     | Nationalmusei slottssamlingar |        |
| 39 | Okänd                               | Omkr. 460 f. K.               | Attisk vas med dekor av Sabouroffmålaren             | Nationalmusei slottssamlingar |        |
| 40 | Okänd                               | T'angperioden (618–906 e.Kr.) | Huvudet av en Kuanyin Boddhisattva                   | Östasiatiska museet           |        |
| 41 | Okänd                               | Yüan-dynastin (1280–1368)     | Kruka av stengods med celadonglasyr                  | Östasiatiska museet           |        |
| 42 | Ni Tsan                             | 1301–1374                     | Höstlandskap                                         | Östasiatiska museet           |        |
| 43 | Tao-Ch'i, Tzu Shih-T'ao             | C:a 1630–1717                 | En bambustudie                                       | Östasiatiska museet           |        |

## Turnéorter 1966
| Datum                       | Lokal                                     | Ort          |
| --------------------------- | ----------------------------------------- | ------------ |
| 1 april – 11 april          | Örebro läns museum                        | Örebro       |
| 15 april – 25 april         | Östergötlands och Linköpings stads museum | Linköping    |
| 29 april – 9 maj            | Jönköpings läns museum                    | Jönköping    |
| 12 maj – 23 maj             | Skövde konsthall                          | Skövde       |
| 27 maj – 5 juni             | Smålands museum                           | Växjö        |
| 9 juni – 12 juni            | Kalmar konstmuseum                        | Kalmar       |
| 12 juni – 20 juni           | Regionmuseet Kristianstad                 | Kristianstad |
| 22 juni – 27 juni           | Ystads konstmuseum                        | Ystad        |
| 30 juni – 4 juli            | Malmö museum                              | Malmö        |
| 7 juli – 11 juli            | Helsingborgs museum                       | Helsingborg  |
| 13 juli – 18 juli           | Varbergs museum                           | Varberg      |
| 20 juli – 25 juli           | Hallands museum                           | Halmstad     |
| 28 juli – 1 augusti         | Uddevalla museum                          | Uddevalla    |
| 5 augusti – 8 augusti       | Rottneros Park, Konsthallen               | Rottneros    |
| 12 augusti – 15 augusti     | Konstgalleriet, Västerås stadshus         | Västerås     |
| 18 augusti – 22 augusti     | Gävle museum                              | Gävle        |
| 26 augusti – 29 augusti     | Hälsinglands museum                       | Hälsingland  |
| 2 september – 12 september  | Sundsvalls museum                         | Sundsvall    |
| 16 september – 26 september | Västerbottens läns museum                 | Umeå         |
| 30 september – 10 oktober   | Norrbottens museum                        | Luleå        |
| 14 oktober – 24 oktober     | Jämtlands läns museum                     | Östersund    |
| 28 oktober – 7 november     | Eskilstuna konstmuseum                    | Eskilstuna   |